# Bożidar Grigorow
Bożidar Grigorow (bułg. Божидар Григоров, ur. 27 lipca 1945) – piłkarz bułgarski grający na pozycji napastnika. W swojej karierze rozegrał 7 meczów w reprezentacji Bułgarii i strzelił 1 gola.

## Kariera klubowa
Przez całą swoją karierę piłkarską Grigorow związany był z klubem Slawia Sofia. W sezonie 1965/1966 zadebiutował w Slawii w pierwszej lidze bułgarskiej i w klubie tym występował do końca sezonu 1978/1979. W 1967 roku wywalczył ze Slawią wicemistrzostwo Bułgarii. W latach 1966 i 1975 zdobył z tym klubem Puchar Bułgarii. W 1976 roku został wybrany Piłkarzem Roku w Bułgarii.

## Kariera reprezentacyjna
W reprezentacji Bułgarii Grigorow zadebiutował 7 września 1971 roku w przegranym 1:3 towarzyskim meczu z RFN. W 1970 roku został powołany do kadry na Mistrzostwa Świata w Meksyku, a w 1974 roku na Mistrzostwa Świata w RFN. Na obu tych turniejach był rezerwowym i nie rozegrał żadnego spotkania. Od 1971 do 1977 roku rozegrał w kadrze narodowej 7 meczów, w których strzelił 1 gola.
| Mecze i gole w reprezentacji | Mecze i gole w reprezentacji | Mecze i gole w reprezentacji | Mecze i gole w reprezentacji | Mecze i gole w reprezentacji | Mecze i gole w reprezentacji | Mecze i gole w reprezentacji |
| #                            | Data                         | Stadion                      | Rywal                        | Wynik                        | Gol                          | Rozgrywki                    |
| 1971                         | 1971                         | 1971                         | 1971                         | 1971                         | 1971                         | 1971                         |
| ---------------------------- | ---------------------------- | ---------------------------- | ---------------------------- | ---------------------------- | ---------------------------- | ---------------------------- |
| 1.                           | 07.09.1971                   | Monachium, RFN               | RFN                          | 1:3                          | 0                            | towarzyski                   |
| 1974                         |                              |                              |                              |                              |                              |                              |
| 2.                           | 31.03.1974                   | Zalaegerszeg, Węgry          | Węgry                        | 1:3                          | 0                            | towarzyski                   |
| 3.                           | 14.04.1974                   | Rio de Janeiro, Brazylia     | Brazylia                     | 0:1                          | 0                            | towarzyski                   |
| 4.                           | 08.05.1974                   | Sofia, Bułgaria              | Turcja                       | 5:1                          | 1                            | Balkan Cup 1973/76           |
| 1977                         |                              |                              |                              |                              |                              |                              |
| 5.                           | 11.01.1977                   | Algier, Algieria             | Algieria                     | 1:1                          | 0                            | towarzyski                   |
| 6.                           | 23.01.1977                   | São Paulo, Brazylia          | Brazylia                     | 0:1                          | 0                            | towarzyski                   |
| 7.                           | 13.04.1977                   | Sofia, Bułgaria              | Dania                        | 3:1                          | 0                            | towarzyski                   |